# Santi Quaranta Martiri e San Pasquale Baylon
Santi Quaranta Martiri e San Pasquale Baylon är en kyrkobyggnad i Rom, helgad åt de heliga fyrtio martyrerna i Sebaste och den helige Paschalis Baylon. Kyrkan är belägen vid Via di San Francesco a Ripa i Rione Trastevere och tillhör församlingen San Crisogono.
Kyrkan nämns för första gången under påve Calixtus II:s pontifikat år 1123, men är förmodligen av äldre datum. En restaurering företogs år 1608. Arkitekten Giuseppe Sardi fick på 1700-talet i uppdrag att bygga om kyrkan och det intilliggande klostret.
Högaltarmålningen av Luigi Tosi framställer De fyrtios martyrium i Sebaste. Långhusets takfresk Den helige Pedro de Alcántaras förhärligande och kupolens Den helige Paschalis förhärligande är bägge målade av Matteo Pannaria.